# 대체 연료 차량
대체 연료 차량은 전통적인 석유 기반의 화석연료인 휘발유, 석유계 디젤 또는 액화석유가스 (오토가스) 대신 대체 연료로 운행되는 차량이다.
토요타 프리우스와 같은 하이브리드 전기차는 여전히 휘발유와 같은 전통적인 연료를 사용하므로 실제로는 대체 연료 차량이 아니지만, 전지/슈퍼커패시터 및 모터-발전기 기술의 발전을 통해 기존 내연기관 차량보다 전반적으로 더 나은 연료 효율을 보인다. 다른 연구개발 노력은 플러그인 전기자동차, 레인지 익스텐더 및 연료전지 자동차, 심지어 압축공기차량의 개발에 중점을 둔다.